# 蒂罗尔州
蒂罗尔州（德語：Tirol，[tiˈʁoːl] ⓘ）是位于奥地利共和国西部的一个州。
蒂罗尔州是多山的地区，西邻福拉尔贝格州，东接萨尔茨堡州和克恩滕州，被萨尔茨堡州分成了两个部分：北蒂罗尔和东蒂罗尔，两地相距约10-20公里。其中面积较大的北蒂罗尔北边是巴伐利亚州，南边是意大利和瑞士。
蒂罗尔州的最高峰为上陶恩山脉的大格洛克纳山，海拔为3,798米，仅次于意大利特伦蒂诺-南蒂罗尔区3,905米的奥特莱山，是奥匈帝国时代的帝国最高点。因此，蒂罗尔拥有许多著名的滑雪胜地，例如基茨比厄尔和阿尔山麓圣安东。
蒂罗尔州首府是因斯布鲁克，它以因斯布鲁克大学特别是现代医学技术而闻名。其它较大城市有库夫施泰因、施瓦茨、罗伊特和兰德克。

## 历史
详见：蒂罗尔
历史上，蒂罗尔是神圣罗马帝国的一部分，随后又了被纳入奥匈帝国。当时（第一次世界大战之前）蒂罗尔的边界范围要比今天的大，包括现在的蒂罗尔（北蒂罗尔和东蒂罗尔）和意大利的特伦蒂诺-南蒂罗尔区。一战以后，意大利根据《圣日耳曼條約》获得了特伦蒂诺-南蒂罗尔区。

## 行政区划
蒂罗尔州被分成了8个县和1个市因斯布鲁克，以下是县名及其行政中心：
- 北蒂罗尔：
  - 兰德克县（兰德克）
  - 罗伊特县（罗伊特）
  - 伊姆斯特县（伊姆斯特）
  - 因斯布鲁克县（因斯布鲁克）
  - 施瓦茨县（施瓦茨）
  - 库夫施泰因县（库夫施泰因）
  - 基茨比厄尔县（基茨比厄尔）
- 东蒂罗尔：
  - 利恩茨县（利恩茨）